# Kronenfeldt (Adelsgeschlecht)

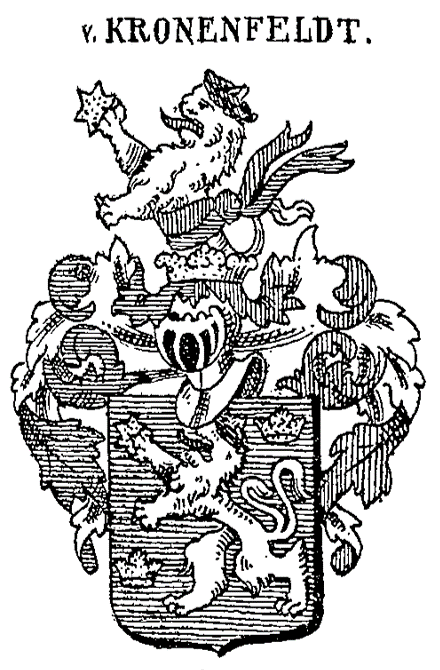
Wappen derer von Kronenfeldt in Siebmachers Wappenbuch

Die Familie von Kronenfeldt ist ein deutsch-böhmisches Adelsgeschlecht. Die Familie stammte ursprünglich aus der Nähe von Prag; durch eine Familienchronik lassen sich die Mitglieder bis in das frühe 17. Jahrhundert zurückverfolgen.

## Geschichte
Das Geschlecht soll bereits im 15. Jahrhundert in Böhmen unter dem Namen bekannt gewesen sein und Dohalski von Dohalick geheißen haben. Nach anderen Quellen soll der  Stammvater des Geschlechtes mit Namen Kronenfeldt erst im 17. Jahrhundert, mutmaßlich durch den König von Schweden Gustav II. Adolf, in den Adelsstand erhoben worden sein. Nach der Schlacht am Weißen Berge verließen die von Kronenfeldts Böhmen und zogen zunächst nach Grünendeich bei Stade im späteren Kurhannover, wo der Stammvater des Geschlechtes eine Besitzung hatte.
In der Folge durchliefen etwa fünf Generationen der Familie Karrieren im hannoverschen Militärdienst. So dienten der Hannoveraner Karl von Kronenfeldt und dessen Bruder Christoph von Kronenfeldt zur Zeit der Koalitionskriege dem britischen Empire durch ihren Beitritt in die am 19. Dezember 1803 gegründeten King’s German Legion. Später kehrten die beiden Brüder nach Hannover zurück und dienten als „Elitesoldaten“ in den Streitkräften der Königlich Hannoverschen Armee.

## Persönlichkeiten der Familie (Auswahl)
- Friedrich Emich von Kronenfeldt (1670–1747); heiratete Anna Catharine von Zesterfleth aus dem Bremischen[3]
- in der Königlich hannoverschen Armee:
  - Carl Wilhelm von Kronenfeldt[2]
  - Carl Friedrich Wilhelm von Kronenfeldt[2]
  - Friedrich Louis von Kronenfeldt[2]

## Wappen
Das Wappen der Familie zeigt in Blau einen rechtsgekehrten, silbernen, doppeltgeschweiften Löwen, der um den Kopf einen grünen Lorbeerkranz trägt und in der aufgehobenen rechten Vorderpranke einen goldenen Stern hält, während in der linken Ober- und in der rechten Unterecke des Schildes eine goldene Krone schwebt.